# Renée Brock
Renée Brock (Liège, 13 septembre 1912 - Tilff, 12 mars 1980) est une femme de lettres belge.
Née Renée Sarlet, elle est la fille d'un ingénieur de la SNCB (Société nationale des chemins de fer belges), qui deviendra plus tard un important entrepreneur. Renée Sarlet a fait ses études au Lycée Léonie de Waha (Liège). Elle épouse en 1933 Henri Brock. Sous l'Occupation, elle prend part, au côté de son mari, à la Résistance.
En 1949, Renée Brock publie Poème du sang, suivi d'autres recueils, dont L'amande amère chez Seghers en 1960. Son recueil de nouvelles, L'Étranger intime, obtient le prix Victor-Rossel en 1971.
Renée Brock meurt brusquement d'une crise cardiaque à l'âge de 67 ans, en 1980. Ses poésies complètes ont été publiées en 1982.